# La lunga terra
La lunga terra (The Long Earth) è un romanzo di  fantascienza degli scrittori britannici Terry Pratchett e Stephen Baxter, pubblicato nel 2012.

## Storia editoriale
Il romanzo è il primo di una serie composta da cinque volumi scritti a cadenza annuale da entrambi gli autori: La lunga terra (The Long Earth, 2012), The Long War (2013), The Long Mars (2014), The Long Utopia (2015), The Long Cosmos (2016).
Il romanzo ha vinto, nel 2012, il Goodreads Choice Awards nella categoria "Fantascienza".
In Italia l'opera è stata pubblicata per la prima volta nel 2017 per l'editore Salani.

## Edizioni
- (EN) Terry Pratchett e Stephen Baxter, The Long Earth, 1ª ed., Londra, Doubleday (UK), giugno 2012, ISBN 978-0-85752-009-8.
- (FR) Terry Pratchett e Stephen Baxter, La longue terre, traduzione di Mikael Cabon, La Dentelle du Cygne, Nantes, L'Atalante, giugno 2013, ISBN 978-2-84172-637-0.
- (DE) Terry Pratchett e Stephen Baxter, Die Lange Erde, traduzione di Gerald Jung, Monaco di Baviera, Manhattan, novembre 2013, ISBN 978-3-442-54727-2.
- (HU) Terry Pratchett e Stephen Baxter, A Hosszú Föld, traduzione di Sziklai István, Budapest, Delta Vision Kft., 2015, ISBN 978-963-395-101-9.
- (RO) Terry Pratchett e Stephen Baxter, Pământul Lung, traduzione di Alina Bilciurescu, Nautilus, Bucarest, Editura Nemira, 2016, ISBN 978-606-758-516-2.
- Terry Pratchett e Stephen Baxter, La lunga terra, traduzione di Laura Serra, Milano, Salani, 2017, ISBN 978-88-6715-708-2.
- (PT) Terry Pratchett e Stephen Baxter, A Terra Longa, traduzione di Ronaldo Sergio de Biasi, E-book, Rio de Janeiro, Bertrand Brasil, giugno 2018, ISBN 978-85-286-1717-7.